# Santa Maria del Prat (Sant Andreu de Sureda)
Santa Maria del Prat, o Santa Maria de Sureda, fou l'església romànica parroquial del poble de Sant Andreu de Sureda, al Rosselló (Catalunya Nord).
Estava situada al costat de migdia del monestir de Sant Andreu de Sureda. En el lloc on es dreçava, a finals del segle xx es va construir un terreny per al joc de boles.

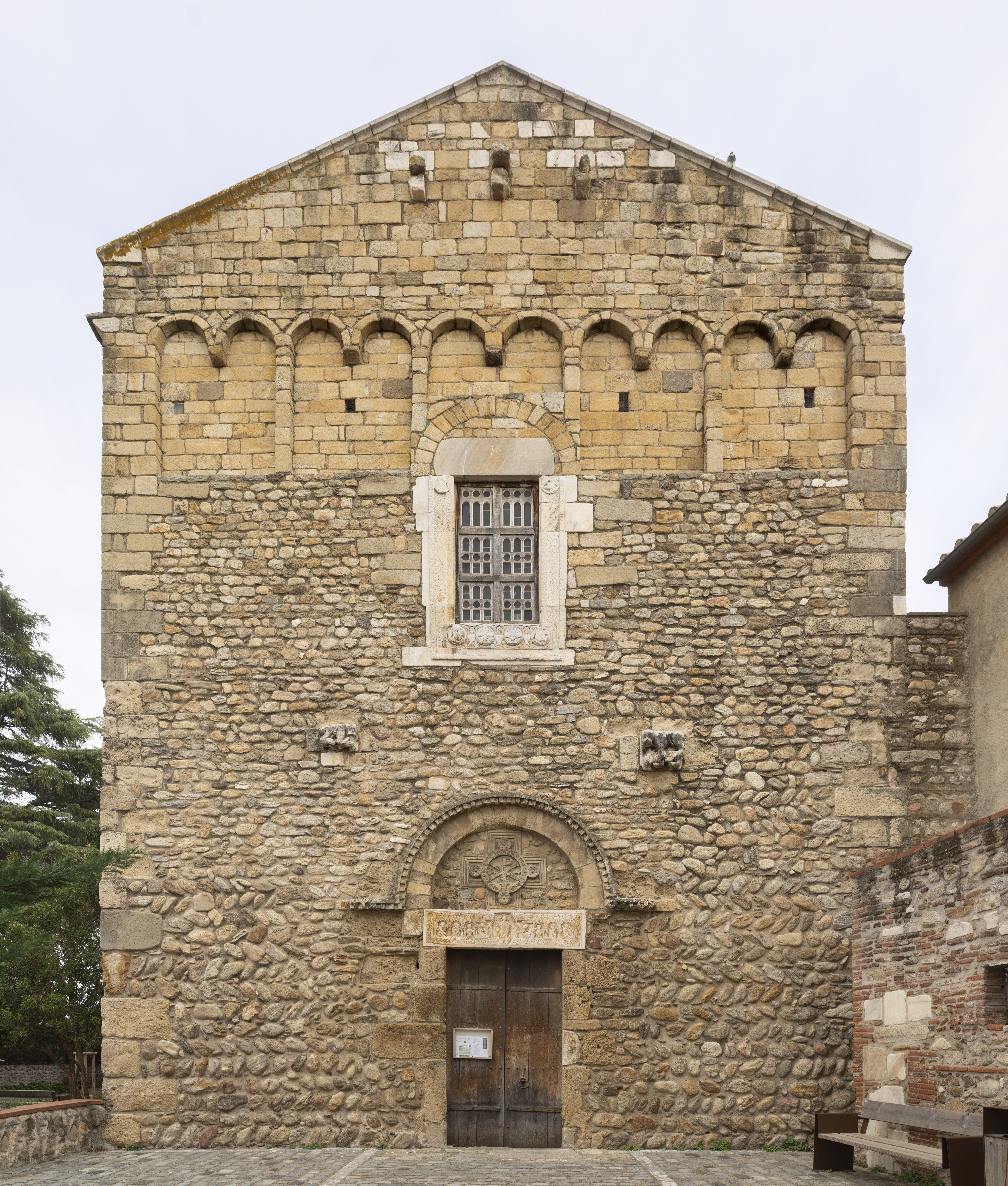
Exterior Sant Andreu de Sureda.jpg

## Història
Esmentada el 1121 en l'acta de consagració del monestir de Sant Andreu de Sureda, pertanyia al mateix monestir.

## L'església
Del tot desapareguda, l'únic vestigi que en queda és una ara de marbre blanc de Ceret, conservada en l'església del monestir al qual pertanyia.